# 四條畷之戰
四條畷之戰（四條畷の戦い），是日本南北朝時代的正平3年/貞和4年1月5日（1348年2月4日）南朝方的楠木正行和足利尊氏方的高師直之間的戰鬥。

## 經過
足利方本格的決意攻撃南朝，楠木軍則在戰死的覺悟下應戰。最終楠木軍因足利方壓倒的兵力而大敗，正行和弟正時互刺自決。戰後，高師直率領足利軍攻入吉野（奈良縣吉野郡吉野町），後村上天皇逃到賀名生（奈良縣五條市）。

## 關連項目
- 四條畷神社
- 日本戰爭列表
- 往生院六萬寺
- 枚岡神社
- 飯盛山城